# Chthonius tetrachelatus
Chthonius tetrachelatus – gatunek zaleszczotka z rodziny Chthoniidae.

## Taksonomia
Gatunek ten opisany został po raz pierwszy w 1790 roku przez Jana Daniela Preyslera pod nazwą Scorpio tetrachelatus. Jako miejsce typowe wskazano Pragę w Czechach. W 1855 roku Franz Anton Menge opisał z niemieckiego Bischofsberge gatunek Chthonius maculatus, który zsynonimizował z omawianym taksonem Eugène Simon w roku 1879. W 1929 roku Ralph Vary Chamberlin zsynonimizował z nim również gatunek Chthonius longipalpis, opisany ze wschodnich Stanów Zjednoczonych w 1891 roku przez Nathana Banksa. W 1966 roku Giovanna Lazzeroni opisała z Sirolo we Włoszech gatunek Chthonius beieri, nazwany na cześć Maxa Beiera. W trzy lata później autorka ta zsynonimizowała go z Ch. tetrachelatus.

## Morfologia
Zaleszczotek ten ma szczękoczułki zwieńczone szczypcami o palcu ruchomym pozbawionym izolowanego ząbka subdystalnego. Nogogłaszczki zaopatrzone są w szczypce pozbawione ujść gruczołów jadowych. Dłoń tychże szczypiec odznacza się wgłębieniem na stronie grzbietowej, wskutek czego w widoku bocznym jej część grzbietowa jest niezaokrąglona i w odsiebnej części leży prawie na tej samej wysokości co palec. Palec ruchomy jest u nasady zaopatrzony w wewnętrzną apodemę wzmacniającą. Palec ten pozbawiony jest listewki przynasadowej (łac. lamella basalis) i zaopatrzony jest w powyżej dziesięciu ząbków. Uzębienie palca ruchomego sięga prawie do poziomu trichobotrium sb. Spośród bioder odnóży krocznych te drugiej i trzeciej pary wyposażone są w kolce biodrowe. Odnóża kroczne pierwszej i drugiej pary mają jednoczłonowe stopy, natomiast odnóża kroczne pary trzeciej i czwartej mają stopy dwuczłonowe.

## Występowanie
Gatunek kosmopolityczny, podawany ze wszystkich krain zoogeograficznych. W Europie znany jest z Portugalii, Hiszpanii, Irlandii, Wielkiej Brytanii, Francji, Belgii, Luksemburgu, Holandii, Niemiec, Szwajcarii, Austrii, Włoch, Danii, Szwecji, Norwegii, Finlandii, Estonii, Polski, Czech, Słowacji, Węgier, Ukrainy, Rumunii, Mołdawii, Bułgarii, Słowenii, Chorwacji, Serbii, Grecji i Rosji. W Afryce występuje w Algierii i Egipcie. W Azji notowany był z Syberii, Cypru, Turcji, Gruzji, Armenii, Azerbejdżanu, Syrii, Libanu, Izraela, Turkmenistanu oraz Iranu. W Ameryce Północnej zamieszkuje Kanadę, Stany Zjednoczone i Kubę, zaś w Południowej stwierdzono jego obecność w Argentynie. Poza tym znany jest z Seszeli oraz Australii.